# Aethionemeae
Aethionemeae je tribus krstašica (Brassicaceae) raširen po južnoj Europi, Mediteranu i srednjoj Aziji. Pripada mu jedan rod sa blizu 70 vrsta dvogodišnjeg raslinja, trajnica i polugrmova.
Godine 2006. rod Aethionema uključen je u vlastiti tribus Aethionemeae, i 2023. kao jedini vlastitoj potporodici Aethionemoideae.